# Laurentino
Laurentino is een gemeente in de Braziliaanse deelstaat Santa Catarina. De gemeente telt 5.757 inwoners (schatting 2009).

## Aangrenzende gemeenten
De gemeente grenst aan Agronômica, Presidente Getúlio, Rio do Oeste en Rio do Sul.